# 科薩河
科薩河是俄羅斯的河流，位於彼爾姆邊疆區，屬於卡馬河的支流，河道全長267公里，流域面積10,300平方公里，河流在每年10月底至5月初結冰。